# Slag bij Bull's Gap
De Slag bij Bull's Gap vond plaats tussen 11 november – 13 november 1864 in Hamblen County en Greene County, Tennessee tijdens de Amerikaanse Burgeroorlog.
In november 1864 viel de Zuidelijke generaal-majoor John C. Breckinridge vanuit Virginia oostelijk Tennessee binnen om enerzijds de nodige voorraden in handen te krijgen en anderzijds de aanwezige Noordelijke troepen te verjagen. Een Noordelijke strijdmacht onder leiding van brigadegeneraal Alvan C. Gillem was tot in Greeneville opgerukt. Hij trok zich echter terug toen de Zuidelijke overmacht naderde. Om de spoorweg naar Knoxville te vrijwaren, namen de Noordelijken stellingen in bij Bull’s Gap ten zuidoosten van Whitesburg langs de East Tennessee en Virginia spoorweg.
Op 11 november openden de Zuidelijken het vuur en vielen de Noordelijke stellingen aan. Deze aanval werd afgeslagen. Een artillerieduel duurde de volledige dag.
Beide opponenten voerden op 12 november aanvallen uit. De Zuidelijken vielen aan op verschillende plaatsten zonder terreinwinst. Op 13 november werden schoten gewisseld zonder dat de Zuidelijken aanvielen. De Noordelijken hadden tegen dan een chronisch gebrek aan alles en trokken zich tegen de avond terug naar Russelville.
Breckinridge zette de achtervolging in en viel de Noordelijken aan bij Russelville op 14 november. De Noordelijken sloegen in paniek op de vlucht tot in Strawberry Plains, Tennessee. Breckinridge bleef de druk opvoeren en viel opnieuw aan. Noordelijke versterkingen en verslechterende weersomstandigheden hielden Breckinridge uiteindelijk op afstand. Hij trok zijn strijdmacht terug naar Virginia.